# Mañaria
Mañaria város Spanyolországban,  Bizkaia tartományban. Mañaria Izurtza, Abadiño, Dima és Durango községekkel határos. Lakosainak száma 531 fő (2024).

## Népesség
A település népessége az utóbbi években az alábbiak szerint változott:
| Lakosok száma | 458  | 451  | 473  | 496  | 507  | 507  | 525  | 515  | 530  | 531  |
|               | 2001 | 2004 | 2007 | 2009 | 2012 | 2014 | 2017 | 2019 | 2022 | 2024 |